# Stora Stråsjön, Småland
Stora Stråsjön är en sjö i Gislaveds kommun i Småland och ingår i Lagans huvudavrinningsområde.